# バディーア・カラヴェーナ
バディーア・カラヴェーナ（伊: Badia Calavena）は、イタリア共和国ヴェネト州ヴェローナ県にある、人口約2,600人の基礎自治体（コムーネ）。

## 地理

### 位置・広がり

#### 隣接コムーネ
隣接するコムーネは以下の通り。
- サン・マウロ・ディ・サリーネ
- セルヴァ・ディ・プローニョ
- トレニャーゴ
- ヴェーロ・ヴェロネーゼ
- ヴェステナノーヴァ

### 気候分類・地震分類
気候分類では、zona F, 3059 GGに分類される。
また、イタリアの地震リスク階級 (it) では、zona 2 (sismicità media) に分類される。

## 行政

### 分離集落
バディーア・カラヴェーナには、以下の分離集落（フラツィオーネ）がある。
- Sant'Andrea, Santissima Trinità, San Valentino, Sprea

## 姉妹都市
- Adlkofen、ドイツ 1988年